# Heřmanov (district de Žďár nad Sázavou)
Pour les articles homonymes, voir Heřmanov.
Heřmanov (en allemand : Hermannschlag) est une commune du district de Žďár nad Sázavou, dans la région de Vysočina, en Tchéquie. Sa population s'élevait à 218 habitants en 2020.

## Géographie
Heřmanov se trouve à 10,5 km au nord-nord-ouest de Velká Bíteš, à 27 km au sud-est de Žďár nad Sázavou, à 43 km à l'est de Jihlava, à 37,5 km au nord-ouest de Brno et à 149 km au sud-est de Prague.
La commune est limitée par Nová Ves et Radňoves au nord, par Vidonín à l'est, par Milešín au sud-est, par Skřinářov au sud, par Kadolec à l'ouest et par Bojanov, un quartier de Křižanov à l'ouest.

## Histoire
La première mention écrite de la localité date de 1349.

## Transports
Par la route, Heřmanov se trouve à 13 km de Velká Bíteš, à 34,5 km de Žďár nad Sázavou, à 46 km de Brno, à 56 km de Jihlava et à 164 km de Prague.